# Peter MacDonald
Peter MacDonald (Londra, 20 giugno 1939) è un regista, produttore cinematografico ed operatore di ripresa britannico.

## Filmografia parziale

### Operatore di ripresa
- Superman, regia di Richard Donner (1978)
- Gorky Park, regia di Michael Apted (1983)

### Regista della seconda unità
- Excalibur, regia di John Boorman (1981)
- Rambo 2 - La vendetta (Rambo: First Blood Part II), regia di George Pan Cosmatos (1985)

### Regista
- Rambo III (1988)
- Pioggia di soldi (Mo' Money) (1992)
- La storia infinita 3 (Die unendliche Geschichte III: Rettung aus Phantasien) (1994)
- The Legionary - Fuga all'inferno (Legionnaire) (1998)
- L'incantesimo del manoscritto (The Lost Empire) – miniserie TV (2001)

### Produttore
- Harry Potter e il calice di fuoco (Harry Potter and the Goblet of Fire), regia di Mike Newell (2005)